# Religion der Philister
Die Philister hatten eine andere Religion als die benachbarten Völker der Israeliten und Phönizier. Weil die Philister selbst kaum schriftliche Quellen hinterlassen haben, muss ihre Religion archäologisch und aus der Bibel rekonstruiert werden. Charakteristisch für die Philister ist außerdem, dass im Laufe ihrer Geschichte auch ihre Religion mehrfach sehr verändert hat. 
Daneben ist für die Philister auch eine andere Bauweise von Tempeln und ein leicht anderer Totenkult als bei benachbarten Kulturen charakteristisch. Beide sind auch historisch wichtig: Wo genau die Philister gelebt haben, ist nicht immer sicher (s. auf der Seite Philister); Ausgrabungsfunde typisch philistäischer Tempel oder typisch philistäischer Begräbnisse sind daher wichtige Indizien für das Verbreitungsgebiet der Philister.

## Pantheon

### Pantheon der alten Philister
1 Sam 5,1–5  und 1 Makk 10,84  berichten von einem Tempel des Gottes Dagān in Aschdod, Ri 16,23–30  erzählen von einem Tempel Dagāns in Gaza. In einer assyrischen Inschrift ist auch ein philistäischer Ortsname „Bet Dagan“ („Haus [=Tempel] des Dagān“) belegt. Dagān, der auch in Ugarit und von den Phöniziern verehrt wurde, scheint also wirklich ein wichtiger Gott auch der Philister gewesen zu sein.
In Bet Scheʾan soll laut 1 Sam 31,8–10  weiterhin ein Tempel der Astarte („Aschtarot“) gestanden haben. Laut 1 Chr 10,10  dagegen ist der Tempel von Bet Scheʾan ein weiterer Dagān-Tempel. Eine Inschrift des 7. Jhds. v. Chr. aus dem Tempel in Ekron („für Aschera“) macht auch die Verehrung dieser Göttin wahrscheinlich. 
In einer kuriosen Überlieferung in 2 Kön 1,2–3  ist außerdem die Rede von einem Gott „Ba’al Zebub“ („Herr der Fliegen“) in Ekron; der Name ist aber fast sicher eine Verballhornung des Namens eines andersnamigen Gottes. Aus dem Dämonennamen „Beelzebul“ im Neuen Testament (z. B. Mk 3,22 ), mit dem auch der Bibelübersetzer Symmachus den Namen in 2 Kön 1 übersetzt, wird oft darauf geschlossen, dass der eigentliche Name „Ba’al zebul“ („erhabener Ba’al“ / „erhabener Herr“) war, wonach die Philister auch den kanaanäischen Gott Ba’al verehrt haben. Auch dies bestätigt eine Inschrift im Tempel von Ekron („für Ba’al und für [König] Padi“).
Eine im Tempel von Ekron gefundene Weihinschrift bezeugt außerdem die Verehrung einer Göttin Ptgy.h ˀdt(h). Die Identität dieser Göttin ist umstritten; am wenigsten problembehaftet ist aber die Interpretation von Christa Schäfer-Lichtenberger, gemeint sei die Göttin „Gaia von Delphi“. Demnach war die Religion der Philister ein reiner Polytheismus, in der – erstaunlich für dieses nach Palästina immigrierte Volk – bis auf Gaia nur die Verehrung semitischer Gottheiten gepflegt wurde.

### Wandel der Religion

#### Phönizische Gottheiten und idumäischer Kult ab dem 6.Jhd.v.Chr.

##### Phönizische Gottheiten
Ab dem 6. Jhd. zeigt sich in den Philister-Städten Aschkelon und Jaffa die Verehrung anderer Gottheiten, die zuvor von den Phönizien verehrt wurden. Meist wird dies damit erklärt, dass ab dieser Zeit diese beiden Städte unter phönizische Herrschaft kamen. Weil die phönizische Herrschaft nur in einem literarischen Text aus späterer Zeit und auf einer Sarkophag-Inschrift bezeugt ist, ist nicht sehr sicher, ob dies wirklich der Fall war. Die Verehrung der „neuen“, phönizischen Götter ist daher historisch wichtig, da sie das stärkste Zeugnis dafür ist, dass die beiden Texte die Wahrheit sprechen (siehe bei Geschichte der Philister).

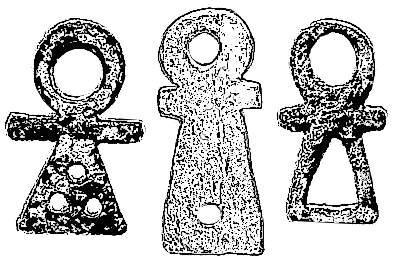
Tanit-Amulette aus Aschkelon

Das deutlichste archäologische Zeugnis für eine phönizische Präsenz in Aschkelon sind drei Amulette mit dem Symbol der phönizischen Göttin Tanit, die dort gefunden wurden. Ein ähnliches Amulett wurde allerdings z. B. auch in Marescha ausgegraben, das klar keine phönizische Stadt war (der Tanit-Kult griff offenbar grundsätzlich in Südpalästina nach und nach um sich; aus der hellenistischen Zeit ab dem späten 4. Jhd. wurden z. B. in Geser und Aschdod Jam zwei Bleigewichte mit dem Tanit-Symbol gefunden).
Hinzu kommt aber außerdem noch ein Bericht von Herodot, laut dem ein Aschkeloner Tempel der älteste Tempel der Göttin Aphrodite Ourania sei und ein zyprischer Tempel derselben Göttin durch „Phönizier, die aus diesem Teil Syriens kommen“ gegründet worden wäre. Und schließlich berichten mehrere spätere Autoren, dass die Aschkeloner Hauptgöttin Derketo gewesen sein soll, von der Lukian von Samosata Abbildungen auch in Phönizien gesehen haben will. Sprechen Herodot und Lukian hier die Wahrheit, hatten Aschkelon und die Phönizier also ab dem 5. Jhd. noch weitere Göttinnen gemein, deren Verehrung durch die Philister sich für die Eisenzeit noch nicht belegen lässt.
In Nebi Yunis in der Nähe von Jaffa schließlich wurde eine Inschrift gefunden, die die Verehrung des phönizischen Gottes Eschmun bezeugt. Bei dieser könnte es sich allerdings um eine Fälschung handeln.

##### Idumäischer Kult

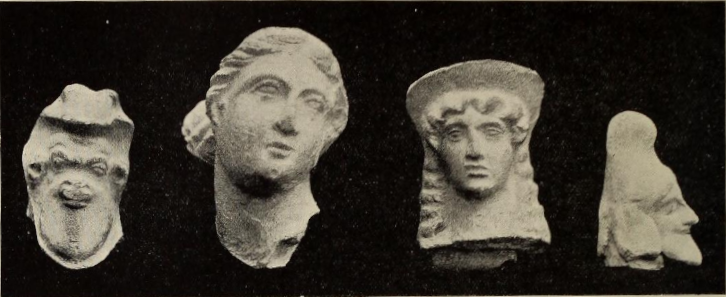
Terracotta-Fragmente aus Gat und Marescha
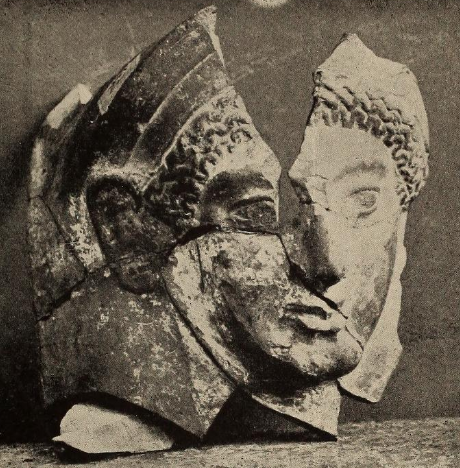
Fragmente einer Maske aus Gat

Ab derselben Zeit wanderten außerdem die Idumäer nach Südpalästina ein. Spätestens im 4. Jhd. verlief daher die Grenze zwischen Judäa und Idumäa zwischen dem judäischen Bet Zur und dem idumäischen Hebron. Damit lagen auch recht sicher die kleinen philistäischen Orte südöstlich von Gaza in nun idumäischem Gebiet. Dasselbe könnte für die noch weiter nördlich gelegenen Orte Tell Zippor und Tell Erani gegolten haben. Das stärkste Indiz dafür sind kultische Figuren und Masken, die in diesen beiden Orten in Favissae gefunden wurden: Sie ähneln sehr denen, die man auch in Favissae in den mittlerweile idumäischen Orte Marescha, Lachisch, Tell Halif und Beerscheba ausgegraben hat. Für gewöhnlich rechnet man in der historischen Geographie aber Zippor und Erani noch zur Philistäa. Ähnliche Figuren wurden überdies in Favissae in Gat und Ekron gefunden, die niemand für idumäisch hält. Damit sind diese Kultfiguren ein Indiz dafür, dass in der Philistäa um diese Zeit ein teilweise ähnlicher religiöser Kult wie in Idumäa praktiziert wurde.

#### Griechische Gottheiten ab dem 4.Jhd.v.Chr.
Nachdem im 4. Jhd. die Griechen Palästina erobert hatten, verdrängen zunehmend griechische und ägyptische Götter das alte Pantheon der Philister, die auch noch in der „Römer-Zeit“ ab dem 1. Jhd. verehrt werden. Von ihrer Verehrung zeugen v. a. in der Philistäa geprägte Münzen.
Der Übergang von der philistäischen Religion verlief gleitend: Ungewöhnlicherweise wurden zunächst „Komposit-Götter“ verehrt. So legen etwa Inschriften aus Aschkelon nahe, dass zunächst die griechische Göttin Aphrodite Ourania („himmlische Aphrodite“) neben der philistäischen Göttin „Astarte Palaistina“ („philistäische Astarte“) verehrt wurde, dann die Mischform „Astarte Palaistina Ourania Aphrodite“. Ähnlich begegnet in einer Aschkeloner Weihinschrift aus der römischen Zeit eine griechisch-ägyptische Kompositgottheit „Zeus-Helios-Sarapis“.
Nachdem die griechisch-ägyptische Religion sich in der Philistäa durchgesetzt hatte, scheinen in jeder der größeren Städte andere Hauptgottheiten und weitere Nebengötter verehrt worden zu sein. Gazas Stadtgott etwa war Marnas, eine lokale Ausprägung von „Zeus Regenspender“, in dessen Tempel – dem „Marneion“ – auch Orakel offenbart wurden wie in Delphi. Stefan Wimmer vermutet auch hier eine schrittweise Entwicklung: Zunächst sei Dagān allgemeiner als „Marānā“ („unser Herr“) bezeichnet worden, dann dieser gräzisierte „Marnas“ auch mit Zeus identifiziert worden. Andere wichtige Gottheiten Gazas waren Io, Minos und Herakles. In Aschkelon war die Stadtgöttin wohl die bereits genannte Verschmelzung der „Himmlischen Aphrodite“ mit Astarte, daneben verehrt wurde auch in römischer Zeit noch Derketo, außerdem ein „Poseidon von Aschkelon“, ein nur in Aschkelon bezeugter „Löwenköpfiger Asklepios“ die aus Ägypten in die griechische Religion gewanderte Isis und weitere Götter, darunter – wenig überraschend für die Wein-Stadt Aschkelon – Pan und Dionysos. Falls die römischen Münzen aussagekräftig sind, waren in Rafah wieder andere Götter zentral, nämlich Apollon, Artemis und ungewöhnlicherweise Leto. In Beit Lahiya soll neben vielen kleineren Tempel außerdem ein Pantheon existiert haben.

#### Christianisierung ab dem 4.Jhd.n.Chr.
Diese von Christen als „Heidentum“ herabgewürdigte Religionen hielten sich auch nach Beginn der Christianisierung noch überraschend lange an der Küste. Eusebius von Cäsarea und der aus Beit Lahiya stammende Sozomenos berichten gar von Christenverfolgungen in den Städten Anthedon und v. a. Gaza, das Christen besonders feindlich gesinnt gewesen sein soll. Dem Bischof Porphyrios von Gaza, der die heidnische Stadt endlich zum Christentum bekehrt habe, hat sein Schüler Marcus der Diakon in der für Historiker äußerst wichtigen Biographie Vita Sancti Porphyrii ein Denkmal gesetzt. Noch bekannter ist die Vita Sancti Hilarii von Hieronymus über den Einsiedler Hilarion von Gaza, schon zuvor in der Nähe der heidnischen Stadt gelebt hatte. Die Einwohner von Gazas Hafenstadt Gaza-Maiumas sollen sich angeblich schon vor der Zeit des Porphyrios gesammelt zur Konversion zum Christentum entschieden haben, doch in den anderen Küstenstädten hielt das „Heidentum“ im Untergrund noch mindestens bis ins 6. Jhd. durch. „Überraschend“ ist dies deshalb, weil sich, nachdem das Christentum in Palästina entstanden war, zunehmend nicht Palästinenser, sondern Römer zu Agenten der Christianisierung entwickelten. Besonders forciert geschah dies, nachdem das Römische Reich sich im 4. Jhd. in das Weströmische Reich und das Byzantinische Reich gespalten hatte, 384 das Christentum zur Staatsreligion erklärt wurde und Kaiser Theodosius I. das Heidentum für illegal erklärt hatte, wonach die Christianisierung bei den „Heiden“ anders als bei Juden auch mit Zwang durchgesetzt wurde.

## Tempelkult und Hauskult der alten Philister

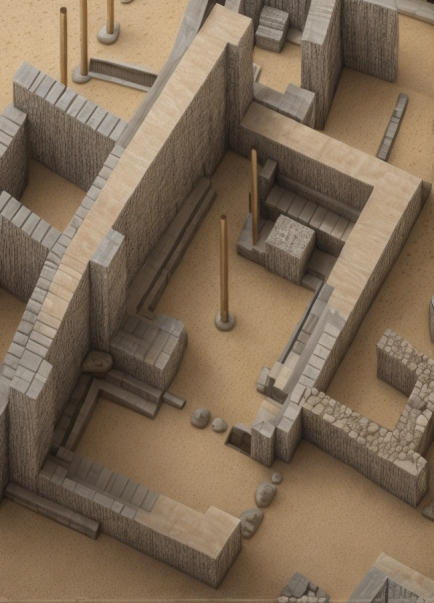
Tempel in Tell Qasile. Vorne ein Vorraum, dahinter der Kultraum mit zwei vermutlich heiligen Säulen, einem kleinen gestuften Podest für eine Kultfigur und Bänken an den Wänden, auf denen man wahrscheinlich Opfergaben deponierte.

Vor dem 6. Jhd. wurden die philistäischen Götter in Tempeln verehrt. Wie der Ptgyh gewidmete Tempel mit Opfergaben für Aschera und Ba’al zeigt, konnten mehrere Gottheiten zugleich in nur einem Gebäude verehrt werden. In den bisher genannten Text-Quellen werden Tempel in Aschdod, Aschkelon, Gaza, Ekron und Bet Scheʾan bezeugt. Archäologen denken außerdem, bei Ausgrabungen und Suveys Tempel in Tell Qasile und Nahal Patisch sowie eine kleinere Kultstätte in Gat gefunden zu haben, und schließen auch von einer Favissa in Javne auf eine Kultstätte. Der Ortsname „Bet Dagān“ („Haus des Dagān“) macht sehr wahrscheinlich, dass auch dort ein Dagān-Tempel stand. Waren in der frühen Eisenzeit das Jesreeltal und das zentrale Jordantal wirklich philistäisch (s. auf der Seite Philister), könnten außerdem die Kultstätten in Megiddo, Tell Qiri, Abu al-Kharaz, Tell es-Sa'idiyeh und Tell el-Mazar philistäisch gewesen sein. Damit scheinen die Philister in der Eisenzeit eine weit „tempelreichere“ Gesellschaft gewesen zu sein als Israeliten, Judäer, Kanaanäer und die Bewohner von Be’er-Scheva-Tal und Negev.
Doch das ist noch zu präzisieren. Der singuläre Südtempel von Bet Scheʾan und der große und späte Tempel in Ekron (7. Jhd.) sind Ausnahmeerscheinungen. Die beiden Grenz-Tempel in Tell Qasile und Nahal Patisch und den Nordtempel in Bet Scheʾan nennt man wegen ihrer kleinen Größe und dem asymmetrischen Zugang von der Seite her „nicht-monumentale Knickachs-Tempel“. Auch das „kultische Gebäude“ in Tell Qiri war ein solcher, ebenso die Tempel in Abu al-Kharaz und Tell es-Sa'idiyeh, wo neuerdings ebenfalls Philister vermutet werden; außerdem der im benachbarten Pella (siehe die Karte unten). Damit stützen diese Tempel die Annahme, dass auch im Jezreel-Tal und im Jordangraben Philister gelebt haben.
Zu betonen ist „nicht-monumental“, denn Ähnliches gilt für weitere Orte: In Javne konnte gar kein Tempel sicher identifiziert werden, zu dem die Favissa gehört haben könnte, und die bisher ausgegrabenen Kultorte in Aschdod, Aschkelon, Gat und der ältere in Ekron sind „Kulträume“ in größeren Gebäuden. Auch in Megiddo, wo in der frühen Eisenzeit I der spätbronzezeitliche Kult in einem größeren Gebäude fortgeführt wurde, kommen in der eventuell philistäischen Phase im Zuge eines „Dezentralisierungsprozesses“ mehrere kleine Kulträume in verschiedenen Gebäuden hinzu. Kultische Keramik (s. o.) wurde überdies häufig nicht in Kultstätten gefunden, sondern in Privathäusern und als Grabbeigaben sowie bei industriellen Einrichtungen. Auch hierin ist die Situation anders als bei den benachbarten Völkern, wo in den einzelnen Orten – im judäischen Jerusalem, in den israelitischen Orten Tirza und Dotan, in den edomitischen Orten Horvat Qitmit und Tamar, in den Orten Dan, Motza und Arad, die sich politisch nicht sicher zuordnen lassen, sowie bei den israelitischen Höhenheiligtümern in Bet-El und auf dem Garizim – große Kultstätten strukturell herausgehobener sind als in den (mutmaßlich) philistäischen Gebieten. Es ist daher möglich, dass man bei den Erzählungen über Philister-Tempel in der Bibel nicht an eindrückliche Gebäude denken sollte wie beim Jerusalemer Tempel, sondern an bescheidene Bauten, da auch der öffentliche Kult der Philister grundsätzlich in kleinerem Maßstab gepflegt wurde als bei den Israeliten.

## Totenkult
Was sich archäologisch über den philistäischen Totenkult erkennen lässt, ist überwiegend wenig bemerkenswert: Bestattet wurde ähnlich multiform wie bei den benachbarten Volksgruppen; belegt sind Grubengräber, Kistengräber, Urnengräber (auch: nach Kremation) und Höhlengrab.
Ein Unterschied ist möglicherweise eine besondere Gestaltung von sog. „grotesken Sarkophagen“, die man bei Bet Scheʾan, Tell el-Fārʿa (Süd) und Deir al-Balah ausgegraben hat. Weil bei denen aus Bet Scheʾan auch Mundbedeckungen wie die unten abgebildeten und bei denen aus Tell el-Fārʿa (Süd) Philisterkeramik gefunden wurden und weil schließlich eines der Sarkophag-Gesichter aus Bet Scheʾan einen ähnlichen Kopfschmuck trägt wie Angehörige der Seevölker auf Reliefs in Medinet Habu, hält man besonders die aus Bet Scheʾan für gewöhnlich für Seevölker-Sarkophage.

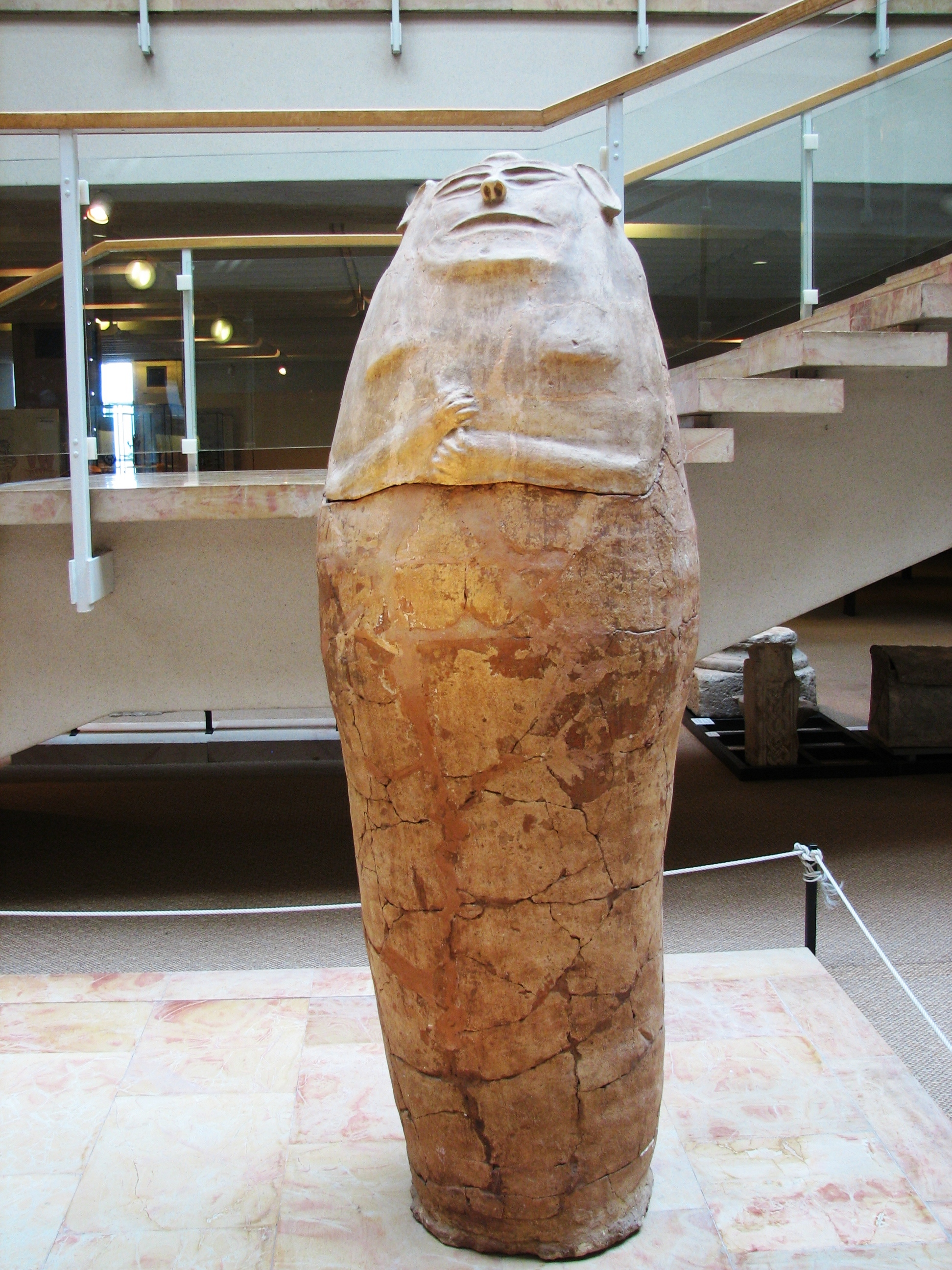
Deir al-Balah
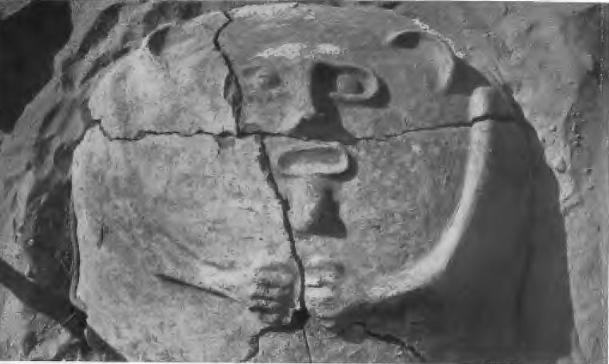
Tell el-Fārʿa (Süd)
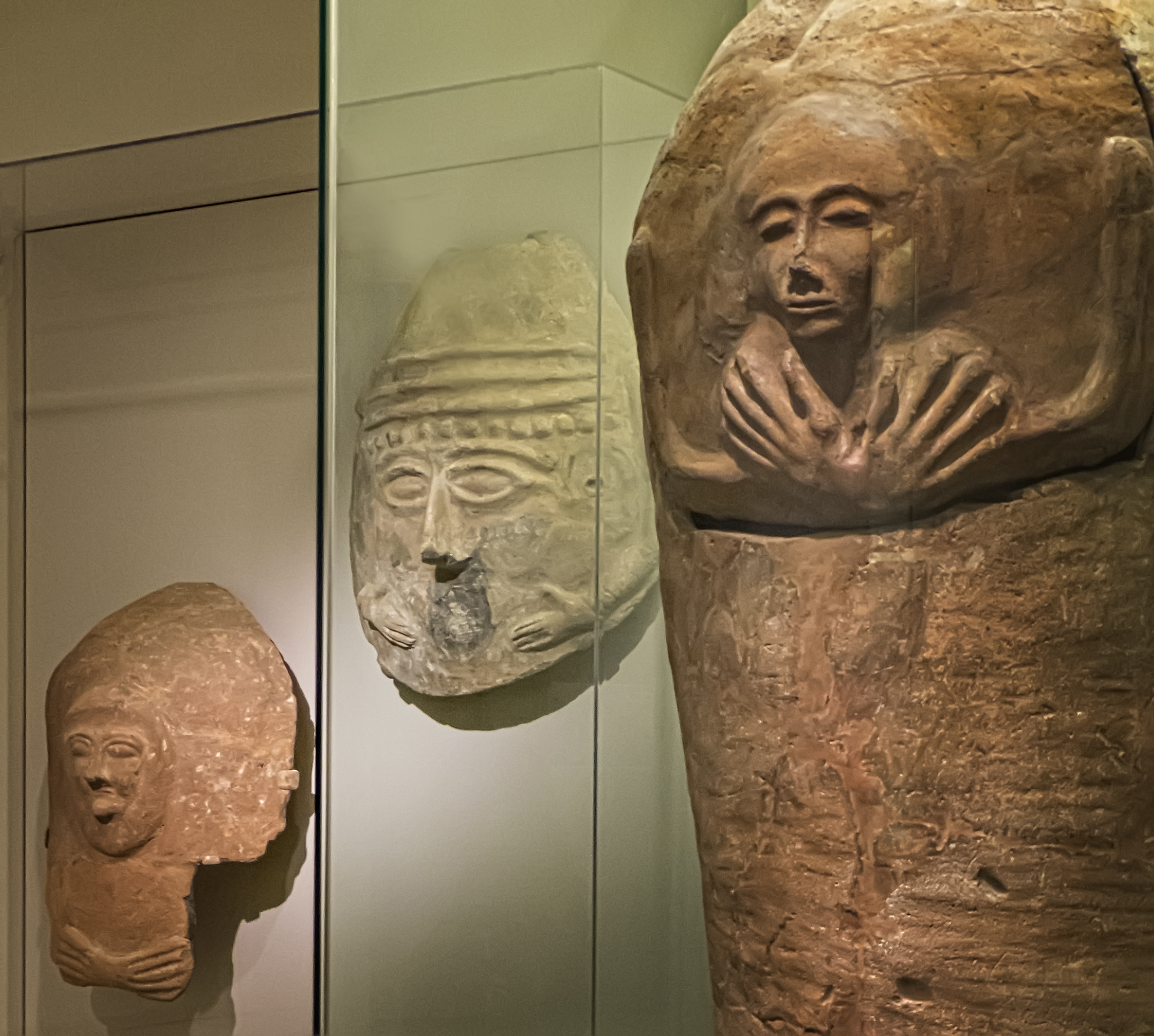
Bet Scheʾan: grotesk neben ägyptisch

Eine weitere Ausnahme könnte das „Doppel-Pithos-Begräbnis“ sein, bei dem statt eines Sargs zwei durch Zerbrechen geweitete Amphoren vom Kopf und von den Füßen her über Verstorbene gestülpt wurden. Die Fundorte in Palästina sind unten auf der Karte markiert. Der nächste Fundort ist erst wieder das nordsyrische Tell Fecheriye. Wegen der Fundorte und weil bei den Doppel-Pithos-Begräbnissen bisweilen Vorläufer der philistäischen Keramik gefunden wurden, halten Pritchard, Tubb und kürzlich wieder Soennecken das Doppel-Pithos-Begräbnis für einen Brauch der Seevölker, was dann ihre Präsenz auch im Jesreel-Tal schon für spätestens das 13. oder frühe 12. Jhd. bezeugen würde. Doch das ist nicht unumstritten: Holladay etwa hält es stattdessen für einen hethitischen Brauch aus dem anatolischen Raum, weist aber selbst darauf hin, dass dann das Fehlen dieser Begräbnisform bis hinauf nach Tell Fecheriye schwer erklärlich ist.
Ob dieser andere Totenkult auch Ausdruck einer anderen Vorstellung vom Leben nach dem Tod ist, ist unbekannt.

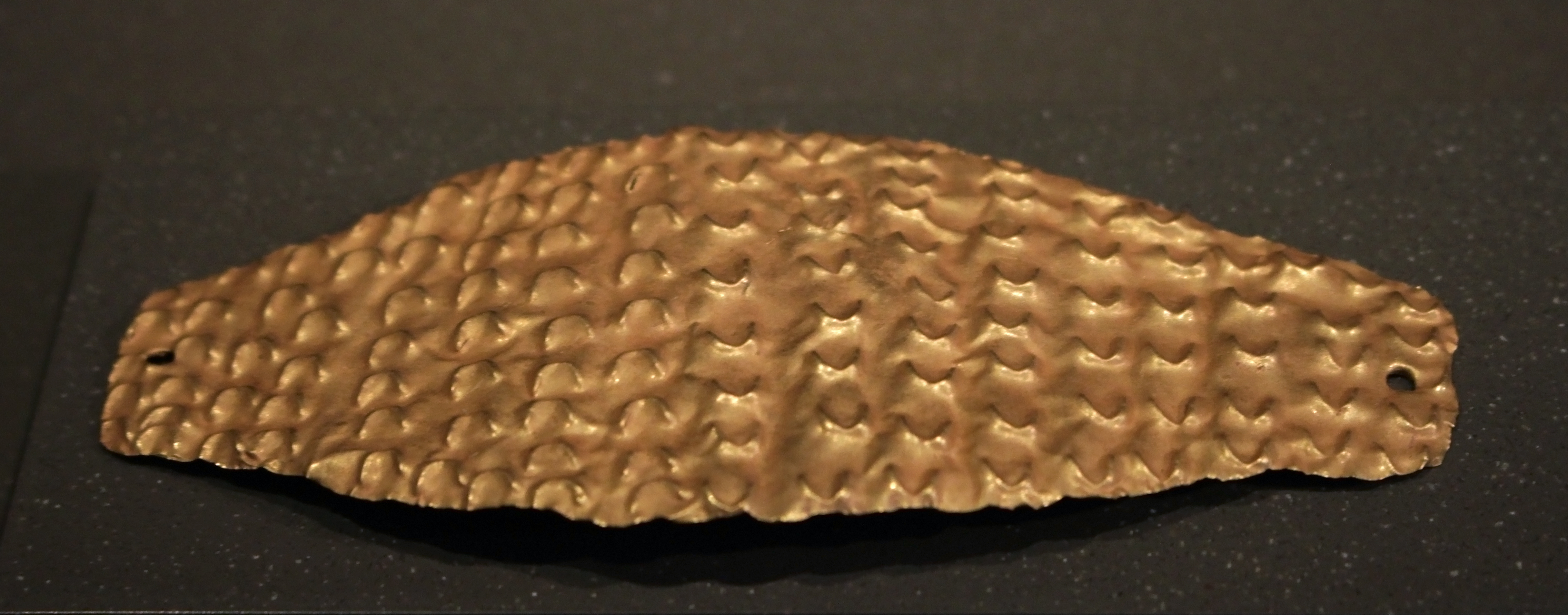
Goldene Mundbedeckung (Zypern)

Erwähnenswert ist weiterhin noch zweierlei. Erstens wurden besonders philistäischen Gebieten in Gräbern Mundbedeckungen aus Gold gefunden, wie sie besonders auf Zypern belegt sind. Graziadio denkt, dass diese Mundbedeckungen als Portale dienen sollten, durch die Geister von Verstorbenen ins Totenreich gelangen konnten. Ist das richtig, würde diese Bestattungsform wirklich eine andere Vorstellung vom Tod bezeugen.
Zweitens begruben die Philister nicht nur Menschen: Vor allem in der ganzen Philistäa wurden begrabene Hunde gefunden – meist im bloßen Grubengrab, bisweilen aber auch in Urnen. Aus bereits dem 6. Jhd. v. Chr. stammt in Aschkelon sogar ein Hundefriedhof mit mehreren Hundert Hundeleichen, zwei weitere kleine Friedhöfe mit 13 und acht Hundeleichen aus dem 9. Jhd. und aus der hellenistischen Zeit (ab 4. Jhd.) wurden in und bei Geser gefunden. In Javne und Dor waren Hunde auch in direkter Nachbarschaft der kultischen Favissae begraben worden. In Begräbnissen aus der Eisenzeit ist bei manchen Skeletten nachweisbar, dass die Hunde geschlachtet wurden. In Begräbnissen ab der Perserzeit (ab 6. Jhd.) ist dies nicht mehr der Fall. Die ausgegrabenen Hundeskelette waren früher häufig als Indiz dafür gedeutet worden, dass die alten Philister Hunde gegessen hätten, wie dies für den mykenischen Kulturkreis gut belegt ist. Das ist nach wie vor durchaus möglich; nachdem sich nun aber die Funde von Grabstätten gehäuft haben und Hundeskelette in Urnen und bei kultischen Favissae gefunden wurden, ist für die begrabenen Hunde eine religiöse Erklärung wahrscheinlicher. Lev-Tov u. a. vergleichen den ägyptischen Brauch, den Göttern Hundwelpen zu opfern und sie danach in Urnen zu begraben. Es ist daher möglich, dass Dagān von Philistern und später auch Phöniziern Hunde als Opfergaben dargebracht wurden.

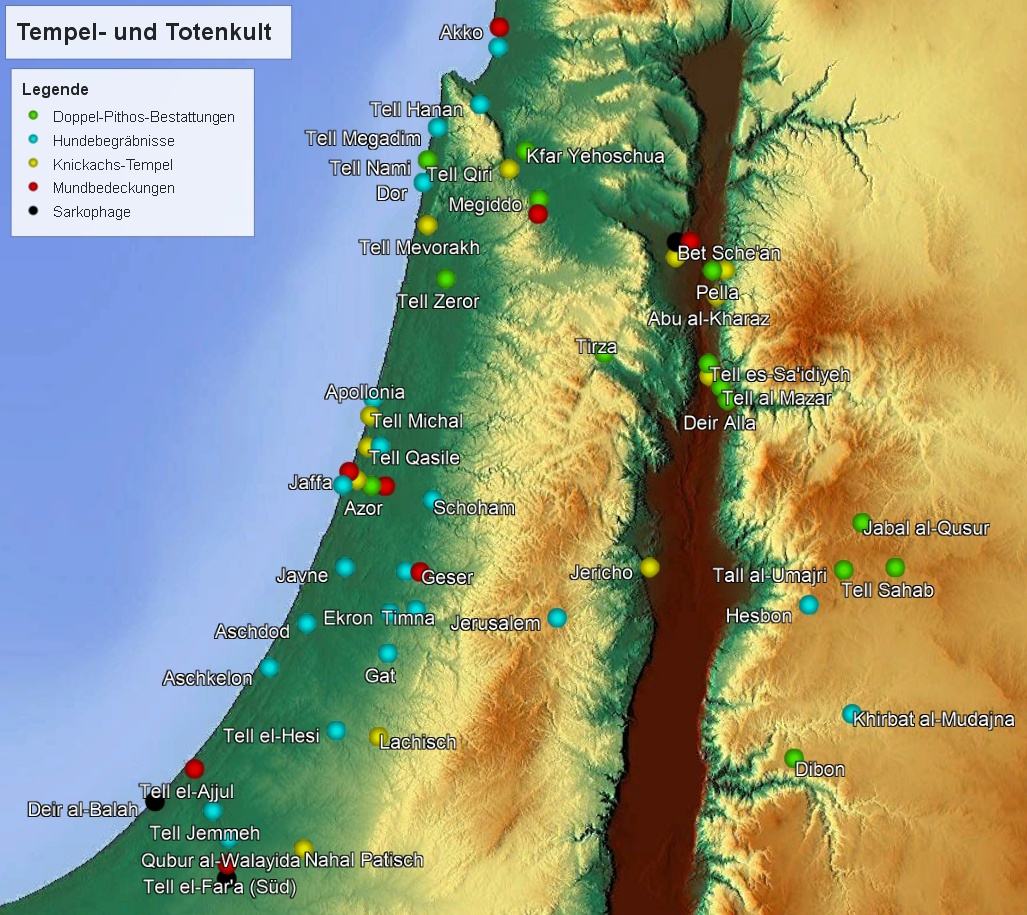

Der Tempel- und Totenkult der Philister ist nicht nur kulturell interessant, sondern auch historisch wichtig, da sich aus entsprechenden Ausgrabungsfunden Rückschlüsse über den Zeitpunkt der Immigration der Philister nach Palästina und über ihr Ausbreitungsgebiet ziehen lassen. Auf der nebenstehenden Karte lassen sich an der Verteilung zwei relativ klare regionale Profile ablesen: Das Hundebegräbnis ist besonders typisch für das Kerngebiet der Philister, das Doppel-Pithos-Begräbnis dagegen lässt sich nur in Azor bei Jaffa nachweisen – sonst findet sich dieses fast nur im Jesreel- und Jordantal. Damit sind diese kultischen Funde ein Indiz für die Richtigkeit der Ansicht jener, die glauben, dort hätten nicht Philister selbst, sondern ein verwandtes Seevolk gesiedelt (siehe auf der Seite Philister).

## Judentum im Gebiet der Philister
Der jüdische Glaube an den Gott JHWH, den man an mit diesem Gottesnamen gebildeten Eigennamen in biblischen Texten und Inschriften ablesen kann, lässt sich zu biblischer Zeit in der Philistäa nicht nachweisen. Erst ab der Zeitenwende, ab der man das Praktizieren jüdischer Religion auch archäologisch an Mikwen, judäischen Öllampen, einer besonderen Form von Kalksteingefäßen und später auch an Synagogen ablesen kann, ist die Präsenz von Juden auch in der Philistäa archäologisch sichtbar. 
Besonders wichtig für die jüdische Religion ist der Ort Javne: Rabbinische Schriften berichten einheitlich, dass, nachdem um 70 n. Chr. die Römer den Tempel in Jerusalem zerstört hatten, zum Beispiel mit Jochanan ben Sakkai, Gamaliel von Javne, Eleasar ben Asarja und Samuel dem Kleinen einige sehr wichtige jüdische Schriftgelehrte in Javne gelebt und während der sog. „Javne-Periode“ von 70–130 n. Chr. das rabbinische Judentum begründet hatten. Jüdische Präsenz in Javne selbst lässt sich bisher archäologisch nicht nachweisen, in einigen Dörfern in der Umgebung von Javne legen aber archäologische Funde wie z. B. jüdische Öllampen und Bauteile, die möglicherweise von zerstörten Synagogen herrühren könnten, nahe, dass es dort noch bis ins 4.–6. Jhd. jüdische Gemeinden gegeben haben könnte.
Vielleicht noch bedeutender als Javne war in der Javne-Periode das nahe gelegene Lod, für das die rabbinische Schriften die Präsenz weiterer wichtiger Schriftgelehrter und auch die Existenz einer Synagoge bezeugen. Noch später belegen auch Synagogen in Maon in der Nähe von Tell Rafah und in Gazas Hafenstadt Gaza-Maiumas, die sich anders als Gaza bereits vom „Heidentum“ zum Christentum bekehrt haben soll, jüdische Präsenz auch am südlichen Rand der Philistäa. Auch in Aschdod und Aschkelon sprechen archäologische Funde dafür, dass es hier um das 4.–7. Jhd. jüdische Minderheiten mit eigenen Synagogen gegeben haben könnten. Zur Zeit der Kreuzzüge ist jüdische Präsenz in Aschkelon sicher belegt.
Dass gerade der Ort Javne so zentral für das Judentum wurde und gerade bei Gaza und Rafah zwei der seltenen südpalästinischen Synagogen gebaut wurden, ist verblüffend: Erstens wurde in rabbinischen Texten regelmäßig das Küstengebiet südlich von Aschkelon und mit einer Mischna-Stelle wahrscheinlich auch die Gegend um Javne und Lod aus den Grenzen des Juden gelobten Landes ausgeschlossen. Zweitens betrachtete man die philistäische Küste im Judentum bisweilen noch bis ins 7. Jhd. n. Chr. als Feindesland. Wie und warum die jüdischen Schriftgelehrten in diese Gegend gekommen sind, ist daher umstritten. Michael Avi-Yonah denkt, ihre Präsenz sei darauf zurückzuführen, dass im 1. Jhd. v. Chr. die Makkabäer u. a. Javne erobert und Lod geschenkt bekommen hätten, Gedaliah Alon dagegen führt ihre Präsenz darauf zurück, dass Kaiser Vespasian um 68 n. Chr. in Javne, Lod sowie in Aschdod eine Art Ghettos für prominente Judäer eingerichtet hatte, die sich den Römern ergeben hatten.